# Ivie Anderson
Pour les articles homonymes, voir Anderson.
Ivie Anderson (ou Ivy Anderson) (Ivie Marie Anderson) est une chanteuse américaine, née à Gilroy (Californie) le 10 juillet 1905, morte à Los Angeles (Californie) le 28 décembre 1949.
Après avoir étudié le chant à Gilroy même puis à Washington, elle devient chanteuse de clubs, puis de revues, et est engagée au célèbre Cotton Club de New York. En 1928 elle part en tournée en Australie avec (en) Sonny Clay.
Earl Hines, qui l'accompagne en 1930 au Grand Terrace de Chicago la présente à Duke Ellington qui l'engage en 1931. Le premier enregistrement (« It don't mean a thing lf it ain't got that swing ») en 1932 est parfaitement emblématique de sa manière. Jusqu'en 1942, c'est une des chanteuses attitrées, où elle supplante Adelaïde Hall, pour de nombreux concerts et enregistrements, de multiples tournées, y compris en Europe.
L'asthme la contraint à quitter l'orchestre en 1942 et à limiter ses activités musicales : elle devient restauratrice en ouvrant un Chicken Shack à Los Angeles. Elle est pourtant encore à l'affiche du film des Marx Brothers « Un jour aux courses » (A day at the races) en 1937.
C'est une chanteuse pleine de naturel et de vitalité, s'intégrant au big band ellingtonien comme un instrument supplémentaire (Jump for joy, Rocks in my bed 1941), utilisant même parfois le growl dans des échanges avec les instrumentistes.
L'essentiel de son œuvre enregistrée, et la plus intéressante, l'a été au sein de cet orchestre. À partir de 1946, toutefois, elle a dirigé quelques séances accompagnée d'ellingtoniens ou de musiciens du cru. De nombreuses compilations lui ont été consacrées.